# Mariampol (Żyrardów)
Osiedle Wschód – osiedle mieszkaniowe w południowo-wschodniej części Żyrardowa.

## Historia
1 stycznia 1959 północną część wsi Mariampol włączono do Żyrardowa. Obecnie jest to osiedle domów jednorodzinnych o luźnej zabudowie, od południa i wschodu sąsiaduje z gminą Jaktorów w powiecie grodziskim.